# 1860年代上海

## 太平天国东进
1860年8月17日，太平天国军队首次攻打上海。1862年1月11日，太平天国军队第二次攻打上海。1862年8月，太平天国起义军第三次攻打上海；太平軍僅攻至今日城隍廟及石庫門一帶即攻擊受阻，無功退返。

## 法租界自设公董局
1862年5月1日，上海法租界公董局成立 为了保全上海法租界的独立性，法国驻沪领事爱棠宣布法租界退出工部局，代之以上海法租界公董局。

## 英美租界合并
1862年11月，在沪外国商人提出将上海开辟为自由市的计划，不受制于任何国家。此项计划由各国领事报呈各国驻中国的公使，最后被各国公使以不得干涉中国内政为由驳回。1863年9月21日，美租界与英租界正式宣布合并。 

## 成立会审公廨
1864年5月1日，上海会审公廨成立。1869年，洋泾浜设官会审章程公布。